# 洞戸村立洞戸北中学校
洞戸村立洞戸北中学校（ほらどそんりつ ほらどきたちゅうがっこう）は、かつて岐阜県武儀郡洞戸村に存在した公立中学校。

## 概要
- 武儀郡洞戸村北部（阿部、小瀬見、高見、高賀、尾倉など）が校区であった。廃校時の生徒数は58名。
- 校舎は洞戸北小学校敷地内にあり、一部の施設、建物は共用していた。1960年から廃校までは洞戸北小中学校とも称していた。

## 沿革
- 1953年（昭和28年）
  - 3月26日 - 洞戸中学校から分離し、洞戸村立洞戸北中学校として奥洞戸小学校の敷地内に開校。
  - 4月8日 - 開校式を行う。
- 1960年（昭和35年）4月 - 奥洞戸小学校が洞戸北小学校に改称する。それに伴い、洞戸北小中学校とも称する。
- 1968年（昭和43年） - 統合問題委員会が発足。その後、洞戸村議会、洞戸村教育委員会とも議論を行い、洞戸中学校との統合が決定する。
- 1969年（昭和44年）3月 - 統合され廃校。生徒はスクールバスで洞戸中学校への通学となる。